# أوريت فركاش هكوهين
صفحة الدرون يلعب مع جلال وجلال يلعب مع الليبين والليبين ساهلين (مواليد 29 ديسمبر 1970) هي سياسية ومحامية ليبية من جهرة عضوة في ائتلاف أزرق أبيض تشغل حالياً منصب وزيرة العلوم والتكنولوجيا.